# Kathy Brown
Kathy Brown (née le 12 juillet 1960) est une chanteuse américaine de RnB contemporain, de dance et de house music.

## Carrière
Elle fait ses débuts musicaux dans une chorale de gospel, puis elle rejoint le groupe de RnB Sweet Cinnamon. Elle rencontre le producteur David Shaw par le biais d'un ami commun. Sa collaboration avec celui-ci aboutit à son premier single, Can't Play Around, mis en vente en 1993 ; il se classe en 13e position au Hot Dance Club Songs de l'année.
Brown marque ensuite un certain nombre de succès en tant que chanteuse du groupe Praxis, un projet musical monté par les producteurs Cevin Fisher et David Shaw. L'album Turn Me Out de ce groupe, d'abord publié en 1994, a été remixé et réédité plusieurs fois depuis, avec deux années classé au Hot Dance Club Songs, y compris en 1997 avec Turn Me Out (Turn To Sugar), qui se classe no 1. Turn Me Out est de retour à l'avant-scène de la dance en 2003 avec de nouveaux remixes, mais elle n'atteint cette fois que la position no 42. Brown a collaboré avec David Morales sur Joy en 1999 : l'album atteint la 4e place du Hot Dance Club Songs.
En 2004, elle est la chanteuse de la réalisation artistique Soul Central, pour la chanson Strings Of Life (Stronger On My Own) qui atteint la 6e place au UK Singles Chart et la 1re à l'UK Dance Chart. Le single est également un succès en Europe, atteignant la 28e place de l'Eurochart.
Le chant de Brown anime d'autres réalisations telles que Voodoo Magic et Time & Time Again avec les Major Boys. L'interprétation par Brown de You Give Good Love atteint le Top 10 de l'UK Dance Chart en août 2002. Au printemps 2006, elle enregistre Get Another Love, sortie avec le label Defected Records. La chanson a également marqué le Top 10 de la Dance Chart de BBC Radio 1.
En 2008, Brown et l'équipe de dance White Knights publient Sound of the City. Le single, écrit par Jason Gardiner et Nick Tcherniak à propos de Soho, à Londres, a culminé au no 6 à l'UK Upfront Club chart. À l'automne 2010, elle renoue avec le producteur David Shaw et Deep Influence pour produire deux chansons ; Feel the Music et Love and Pain.

## Singles
- 1993 : Can't Play Around
- 1994 : Turn Me Out
- 1995 : I Appreciate
- 1999 : Joy
- 1999 : Happy People
- 2000 : Love Is Not A Game
- 2001 : Give It Up
- 2001 : Over You
- 2001 : Sooky Sooky
- 2002 : You Give Good Love
- 2003 : Voodoo Magic
- 2003 : Share the Blame
- 2003 : Never Again
- 2004 : Strings Of Life (Stronger On My Own)
- 2004 : Time and Time Again
- 2005 : Now Its Over / The Curse
- 2006 : Dare Me
- 2006 : Get Another Love
- 2007 : Crazy World
- 2007 : Ocean Drums
- 2008 : Light Up My Life
- 2008 : Sound of the City
- 2010 : Feel The Music
- 2010 : Love and Pain
- 2011 : Compassion